# Tratado Salomón-Lozano
El tratado Salomón-Lozano fue un acuerdo de límites firmado el 24 de marzo de 1922 que puso fin a un litigio territorial de casi un siglo entre Colombia y Perú. Este tratado fue aprobado por los congresos de las dos naciones, ratificado por los presidentes de ambos países, canjeadas sus ratificaciones en Bogotá el 24 de marzo de 1922, e inscrito en la secretaría de la Sociedad de Naciones el 29 de mayo de 1928. El tratado fue obra del Plenipotenciario de Colombia, Fabio Lozano Torrijos, y el Plenipotenciario de Perú, Alberto Salomón.

## Descripción
El Artículo 1° del tratado dice:

La línea de frontera entre la República Peruana y la República de Colombia queda acordada, convenida y fijada en los términos que en seguida se expresan: Desde el punto en que el meridiano de la boca del río Cuhimbé en el Putumayo corta al río San Miguel o Sucumbíos, sube por ese mismo meridiano hasta dicha boca del Cuhimbé; de allí por el thalweg del río Putumayo hasta la confluencia del río Yaguas; sigue por una línea recta que de esta confluencia vaya a la del río Atacuari en el Amazonas y de allí por el thalweg del río Amazonas hasta el límite entre Perú y Brasil establecido en el Tratado Perú-Brasileño de 23 de octubre de 1851.

Colombia declara que le pertenecen a Perú en virtud del presente Tratado, los territorios comprendidos entre la margen derecha del río Putumayo, hacia el oriente de la boca del Cuhimbé, y la línea establecida y amojonada como frontera entre Colombia y el Ecuador en las hoyas del Putumayo y del Napo, en virtud del Tratado de Límites celebrado entre ambas Repúblicas, el 15 de julio de 1916.

Colombia declara que se reserva sus derechos respecto a Brasil, específicamente a los territorios situados al oriente de la línea Tabatinga-Apaporis, pactada entre Perú y Brasil por el Tratado de 23 de octubre de 1851.

Las Altas Partes Contratantes declaran que quedan definitiva e irrevocablemente terminadas todas y cada una de las diferencias que, por causa de los límites entre el Perú y Colombia, habían surgido hasta ahora sin que en adelante pueda surgir ninguna que altere de cualquier modo la línea de frontera fijada en el presente Tratado.

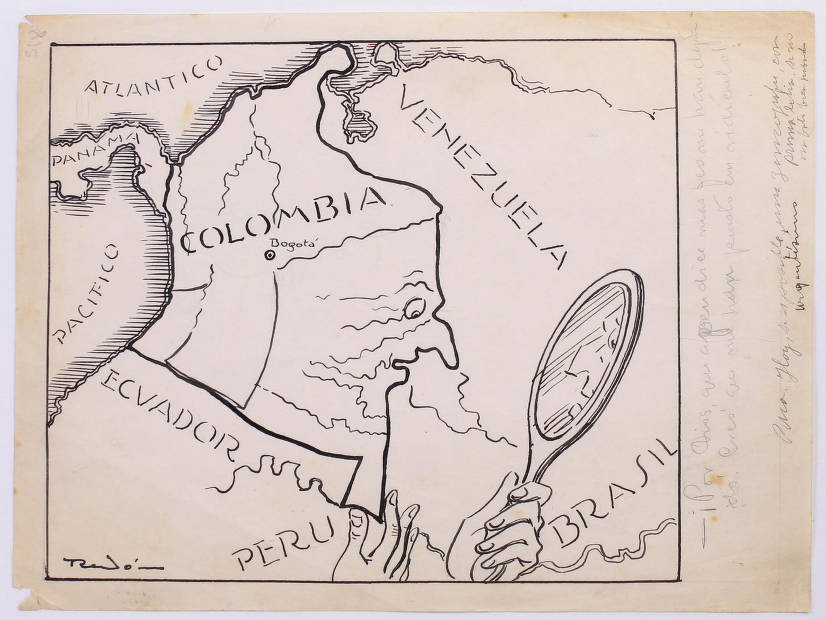
¡Por dios, que apéndice más feo me han dejado!, caricatura colombiana de Ricardo Rendón luego de la incorporación del Trapecio Amazónico.

Bajo la presión de los Estados Unidos para que aceptase un tratado que era impopular, el presidente peruano Augusto B. Leguía remitió el documento al parlamento en diciembre de 1927.[cita requerida]
Según la historiografía colombiana, en este tratado Colombia tuvo que ceder al Perú la zona comprendida entre el río Putumayo y los ríos Napo y Amazonas, zona que pertenecía a Colombia según los diversos tratados suscritos con el Ecuador: Tratado de Pasto de 1832, Tratado de Bogotá de 1856 y Tratado Muñoz Vernaza-Suárez de 1916.[cita requerida]
Según la historiografía peruana, mediante este tratado el Perú cedió a Colombia toda la franja entre los ríos Caquetá y el Putumayo, perdiendo alrededor de 100 000 kilómetros cuadrados de territorio, en donde inclusive se había fundado asentamientos peruanos en los puertos de Tarapacá y Puerto Arica, fundados por colonos peruanos provenientes de antiguos territorios peruanos del mismo nombre perdidos en la Guerra del Pacífico; el tratado incluyó el poblado de Leticia y la porción entre el Putumayo con el Amazonas llamado "Trapecio amazónico".